# Somogyi szlovének
A somogyi szlovének (szlovénül: Šomodski Slovenci, vendül: Slovénge v Šomodskoj) egykor jelentős létszámú kisebbség volt a Belső-Somogy területén és azokon a részeken, melyek ma már Zala vármegye részei. Somogy vármegyében ma csak Tarany községben élnek szlovének (vendek), akik a vend nyelvet beszélik. Taranyban még ma is vendül beszélnek (különösen az idősek) és megőriztek néhány elemet hagyományos kultúrájukból, mint a farsangi hintázás és húshagyókedd.

## Szlovének Somogyban

### A kultúra
A Tarany faluban megörzőtt szlovén kultúra teljesen ugyanolyan, mint a rábavidéki szlovéneké. Hasonló az öltözködés és a gasztronómia, de legtöbb hasonlóságot a lakodalom mutatja. Somogyban is jár házról házra az ún. „vendéghívogató”, akinek csúcsos kalapját színes szalagok díszítik, kezében szintén szalagokkal ékesített díszbot, mely sünbőrben végződik. Ez a vendéghívogató az embereket invitálja a lakodalomba, s a meghívásért ajándékot, vagy épp pénzt kap, sőt meg is vendégelik.
A temetkezést tekintve is sok a hasonlóság. A halottakat otthon ravatalozták fel, s mielőtt elvitték volna a temetési szertartásra, még háromszor a küszöbre tették, hogy a halott „még egyszer megpihenjen”.
Megőrizték a húshagyókeddi szokásokat is. Míg a vasi szlovének ezen a napon vetették el a kukoricát és ültették el a mákot, nehogy a varjak megegyék, vagy nehogy férges legyen, s esténként a kocsmákban táncoltak a magas lenért és vastag répáért, addig a somogyiak hintát készítettek ezen a napon a gyerekeknek, hogy a hintázással a len még magasabbra nőjön. Ez a hagyomány Európa más területein sem idegen, például Görögországban is szokás volt.

### A nyelv
A somogyi szlovének nyelve, a vend nem különbözik a muravidéki (Prekmurje) és rábamenti dialektustól.

### Számok tükrében
2001. évi népszámlálás adatai 44 magát szlovénnak mondó embert számolt össze Somogy megyében. A nyelvet is már jobbára idősek beszélik, s egyre kevesebbet tudnak kultúrájukról és őseikről.

## A somogyi szlovének története
Somogy területén feltehetőleg már a középkorban is éltek szlovének, akik beolvadtak a magyarokba. Ez nép először a 6. században települt le Pannóniában, s egy részük a honfoglalást követően is itt maradt.
Az első szlovének, mindössze kisebb csoportban a 16. században érkeztek Somogyba, akik római katolikus vallásúak voltak. Többek közt a vas vármegyei Felsőszölnökről jöttek családok, mert falujuk földesuruk a Poppel és a Salm-családok révén ágostai evangélikussá vált az ún. „Cuius regio, ergo religio” elv alapján, s aki nem akarta felvenni ezt a vallást, azok közül többen elhagyták szülőfalujukat. A terület ekkor igaz török uralom alatt állt, de az ország más részeiről is menekültek a hódoltságba a vallásuk miatt elüldözött emberek. A 17. században a törökök rendszeresen megtámadták a muratáji és a Szentgotthárd vidéki szlovén falvakat, s Kanizsát is elfoglalták 1600-ban, ezzel teljesen nyitva volt az út Vas vármegye felé. A Mura mellől nagy hullámokban katolikus földműves szlovének menekültek Somogyba és telepedtek le a Rinya mentére Taranyba, Agarévre (jelenleg Háromfa része) és Háromfára.
Nem csupán csak a törökök, vagy a vallási ellentétek, hanem a mura- és rábamenti vidékek elégtelen, rossz minőségű agyagos termőföldje is eredményezte a kivándorlást.
A 18. században felerősödött az ellenreformáció, melynek nyomán az evangélikus falukat rekatolizálták, Felsőszölnökön 1717-ben vették vissza a templomot a lutheránusoktól és Muravidéken kívül, az Őrségben is kitörtek a felekezeti viszályok. Most evangélikus szlovének vették útjukat más területekre. Felsőszölnökről és szlovének más falvaiból rengeteg evangélikus tanítót, prédikátort és közembert vertek ki Somogyba.
Az újabb vend családok letelepedtek elsősorban a Nagy-Berek vidékén, míg mások a surdi evangélikus egyházközség területéhez tartozó Szentpéter, Szentpál, Porrog, Bükkösd, Pat, Miháld, Sand és Liszó falukba, (utóbbi négy település ma már Zala vármegyéhez tartozik).
Telepítéseket végzett számos ottani földesúr. gróf Festetics Kristóf például muraszombati szlovéneket telepített Háromfára.
Surdon a 18. században volt pap Küzmics István, aki a Muravidékről származott és az itteni szlovének nyelvét is beszélte. Nem sokkal őt követően egy másik muratáji a Salból származó Bakos Mihály a surdi szlovének lelkésze.
II. József által meghozott türelmi rendelettel élve több család a hazatérést választotta eredeti hazájába. Sokan Pucincz (ma Battyánd, szlovénul Puconci, Szlovénia) községbe települtek le.
A 19. században 16 somogyi községnek volt lakossága szlovén, ebből teljesen Tarany, Iharos és Kónyi települések, melyek a csurgói, nagyatádi és marcali járásokban voltak. A többi faluban vegyesen éltek egymás mellett a magyarok és a vendek, valamint néhol németek, s először ott következett be az asszimiláció leggyorsabban, ahol kisebb volt a szlovének aránya. Ez történt Agaréven, valamint Háromfán, melyek hamar elmagyarosodott 1900-ra, míg Kónyi lakosságának 10%-a továbbra is szlovén volt.
1895-ben  Iharosban, s Taranyban élt rendkívül jelentős szlovén kisebbség.
Mára Taranyban maradtak csekély számú szlovének. Mivel nem volt kapcsolatuk az ország nyugati felében élő honfitársaikkal, ezért sokáig nem is tudták nemzetiségüket megnevezni. Hosszú időn át a taranyi szlovénokat horvátoknak sorolták be, mivel az általuk beszélt nyelvjárás megszólalásig hasonlít a horvát nyelv kaj nyelvjárásához és a somogyi horvátok egy része is így beszél. Csak jóval a második világháború után tisztázódott, hogy a Taranyban beszélt nyelv nem a horvát nyelvjárása, hanem a muravidéki nyelv markovskói (lendvavidéki) dialektusához tartozik.